# 2012–13년 ISU 스피드스케이팅 월드컵
2012–13년 ISU 스피드스케이팅 월드컵은 국제 빙상 경기 연맹(ISU) 주관으로 2012년 11월 16일부터 2013년 3월 10일까지 열린 스피드스케이팅 월드컵 대회이다.

## 남자

### 경기
| 날짜                                                                 | 장소       | 종목       | 1위                                                              | 2위                                                      | 3위                                                            |
| -------------------------------------------------------------------- | ---------- | ---------- | ---------------------------------------------------------------- | -------------------------------------------------------- | -------------------------------------------------------------- |
| 2012년 11월 16일-18일                                                | 헤이렌베인 | 500m(1)    | 페카 코스켈라                                                    | 아르투르 바시                                            | 얀 스메이컨스                                                  |
| 2012년 11월 16일-18일                                                | 헤이렌베인 | 500m(1)    | 가토 조지                                                        | 얀 스메이컨스                                            | 모태범                                                         |
| 2012년 11월 16일-18일                                                | 헤이렌베인 | 1000m      | 데니 모리슨                                                      | 페카 코스켈라                                            | 키엘트 나위스                                                  |
| 2012년 11월 16일-18일                                                | 헤이렌베인 | 1500m      | 마우리스 프린트                                                  | 호바르 뵈코                                              | 스베레 룬데 페데르센                                           |
| 2012년 11월 16일-18일                                                | 헤이렌베인 | 5000m      | 스벤 크라머르                                                    | 요릿 베르흐스마                                          | 얀 블록하위선                                                  |
| 2012년 11월 16일-18일                                                | 헤이렌베인 | 매스스타트 | 크리스테인 흐루네벨트                                            | 아르얀 스트루팅아                                        | 알렉시 콩탱                                                    |
| 2012년 11월 16일-18일                                                | 헤이렌베인 | 단체 추월  | 네덜란드 얀 블록하위선 스벤 크라머르 쿤 페르베이                 | 러시아 예브게니 랄렌코프 이반 스코브레프 데니스 유스코프 | 대한민국 주형준 고병욱 이승훈                                  |
| 2012년 11월 24일-25일                                                | 콜롬나     | 1500m      | 쿤 페르베이                                                      | 바르트 스빙스                                            | 브라이언 핸슨                                                  |
| 2012년 11월 24일-25일                                                | 콜롬나     | 5000m      | 스벤 크라머르                                                    | 얀 블록하위선                                            | 요릿 베르흐스마                                                |
| 2012년 11월 24일-25일                                                | 콜롬나     | 매스스타트 | 요릿 베르흐스마                                                  | 에방 페르낭데즈                                          | 알렉시 콩탱                                                    |
| 2012년 12월 1일-2일                                                  | 아스타나   | 1500m      | 샤니 데이비스                                                    | 호바르 뵈코                                              | 즈비그니에프 브루트카                                          |
| 2012년 12월 1일-2일                                                  | 아스타나   | 10000m     | 요릿 베르흐스마                                                  | 보프 더 용                                               | 이승훈                                                         |
| 2012년 12월 1일-2일                                                  | 아스타나   | 단체 추월  | 네덜란드 얀 블록하위선 요릿 베르흐스마 쿤 페르베이               | 대한민국 주형준 김철민 이승훈                            | 노르웨이 호바르 뵈코 스베레 룬데 페데르센 시멘 스필레르 닐센   |
| 2012년 12월 8일-9일                                                  | 나가노     | 500m(1)    | 페카 코스켈라                                                    | 미헐 뮐더르                                              | 터커 프레더릭스                                                |
| 2012년 12월 8일-9일                                                  | 나가노     | 500m(2)    | 나가시마 게이이치로                                              | 길모어 주니오                                            | 얀 스메이컨스                                                  |
| 2012년 12월 8일-9일                                                  | 나가노     | 1000m(1)   | 페카 코스켈라                                                    | 자무엘 슈바르츠                                          | 이규혁                                                         |
| 2012년 12월 8일-9일                                                  | 나가노     | 1000m(2)   | 헤인 오테르스페이르                                              | 데니 모리슨                                              | 키엘트 나위스                                                  |
| 2012년 12월 15일-16일                                                | 하얼빈     | 500m(1)    | 얀 스메이컨스                                                    | 미헐 뮐더르                                              | 가토 조지                                                      |
| 2012년 12월 15일-16일                                                | 하얼빈     | 500m(2)    | 가토 조지                                                        | 미헐 뮐더르                                              | 얀 스메이컨스                                                  |
| 2012년 12월 15일-16일                                                | 하얼빈     | 1000m(1)   | 샤니 데이비스                                                    | 헤인 오테르스페이르                                      | 자무엘 슈바르츠                                                |
| 2012년 12월 15일-16일                                                | 하얼빈     | 1000m(2)   | 자무엘 슈바르츠                                                  | 샤니 데이비스                                            | 헤인 오테르스페이르                                            |
| 2012년 12월 29일-30일 2013년 아시아 선수권 대회 창춘                 |            |            |                                                                  |                                                          |                                                                |
| 2013년 1월 11일-11일 2013년 유럽 선수권 대회 헤이렌베인              |            |            |                                                                  |                                                          |                                                                |
| 2013년 1월 19일-20일                                                 | 캘거리     | 500m(1)    | 얀 스메이컨스                                                    | 페카 코스켈라                                            | 제이미 그레그                                                  |
| 2013년 1월 19일-20일                                                 | 캘거리     | 500m(2)    | 얀 스메이컨스                                                    | 가토 조지                                                | 미헐 뮐더르                                                    |
| 2013년 1월 19일-20일                                                 | 캘거리     | 1000m(1)   | 샤니 데이비스                                                    | 키엘트 나위스                                            | 미헐 뮐더르                                                    |
| 2013년 1월 19일-20일                                                 | 캘거리     | 1000m(2)   | 헤인 오테르스페이르                                              | 샤니 데이비스                                            | 자무엘 슈바르츠                                                |
| 2013년 1월 26일-27일 2013년 세계 스프린트 선수권 대회 솔트레이크시티 |            |            |                                                                  |                                                          |                                                                |
| 2013년 2월 9일-10일                                                  | 인첼       | 1500m      | 데니스 유스코프                                                  | 즈비그니에프 브루트카                                    | 브라이언 핸슨                                                  |
| 2013년 2월 9일-10일                                                  | 인첼       | 5000m      | 스벤 크라머르                                                    | 보프 더 용                                               | 요릿 베르흐스마                                                |
| 2013년 2월 9일-10일                                                  | 인첼       | 매스스타트 | 아르얀 스트루팅아                                                | 하랄츠 실로우스                                          | 크리스테인 흐루네벨트                                          |
| 2013년 2월 16일-17일 2013년 세계 올라운드 선수권 대회 하마르         |            |            |                                                                  |                                                          |                                                                |
| 2013년 3월 1일-3일                                                   | 에르푸르트 | 500m(1)    | 얀 스메이컨스                                                    | 가토 조지                                                | 로날트 뮐더르                                                  |
| 2013년 3월 1일-3일                                                   | 에르푸르트 | 500m(2)    | 얀 스메이컨스                                                    | 가토 조지                                                | 로날트 뮐더르                                                  |
| 2013년 3월 1일-3일                                                   | 에르푸르트 | 1000m      | 브라이언 핸슨                                                    | 스테판 흐로트하위스                                      | 드미트리 롭코프 니코 일레                                      |
| 2013년 3월 1일-3일                                                   | 에르푸르트 | 1500m      | 즈비그니에프 브루트카                                            | 하랄츠 실로우스                                          | 브라이언 핸슨                                                  |
| 2013년 3월 1일-3일                                                   | 에르푸르트 | 10000m     | 보프 더 용                                                       | 요릿 베르흐스마                                          | 이승훈                                                         |
| 2013년 3월 1일-3일                                                   | 에르푸르트 | 단체 추월  | 네덜란드 얀 블록하위선 요릿 베르흐스마 쿤 페르베이               | 대한민국 이승훈 고병욱 김철민                            | 폴란드 즈비그니에프 브루트카 콘라트 니에치비에츠키 얀 시만스키 |
| 2013년 3월 8일-10일                                                  | 헤이렌베인 | 500m(1)    | 얀 스메이컨스                                                    | 제이미 그레그                                            | 로날트 뮐더르                                                  |
| 2013년 3월 8일-10일                                                  | 헤이렌베인 | 500m(2)    | 얀 스메이컨스                                                    | 가토 조지                                                | 미헐 뮐더르                                                    |
| 2013년 3월 8일-10일                                                  | 헤이렌베인 | 1000m      | 스테판 흐로트하위스                                              | 마르크 타위터르트                                        | 키엘트 나위스                                                  |
| 2013년 3월 8일-10일                                                  | 헤이렌베인 | 1500m      | 바르트 스빙스                                                    | 즈비그니에프 브루트카                                    | 샤니 데이비스                                                  |
| 2013년 3월 8일-10일                                                  | 헤이렌베인 | 5000m      | 스벤 크라머르                                                    | 요릿 베르흐스마                                          | 보프 더 용                                                     |
| 2013년 3월 8일-10일                                                  | 헤이렌베인 | 단체 추월  | 네덜란드 얀 블록하위선 스벤 크라머르 요릿 베르흐스마 쿤 페르베이 | 대한민국 주형준 이승훈 고병욱 김철민                     | 러시아 예브게니 랄렌코프 이반 스코브레프 데니스 유스코프       |
| 2013년 3월 21일-24일 2013년 세계 종목별 선수권 대회 소치             |            |            |                                                                  |                                                          |                                                                |

### 월드컵 랭킹
| 순위 | 선수                | 포인트 |
| ---- | ------------------- | ------ |
| 1    | 얀 스메이컨스       | 1130   |
| 2    | 가토 조지           | 896    |
| 3    | 미헐 뮐더르         | 665    |
| 4    | 로날트 뮐더르       | 640    |
| 5    | 제이미 그레그       | 480    |
| 6    | 나가시마 게이이치로 | 454    |
| 7    | 모태범              | 426    |
| 8    | 길모어 주니오       | 420    |
| 9    | 오이카와 유야       | 379    |
| 10   | 페카 코스켈라       | 344    |

| 순위 | 선수                | 포인트 |
| ---- | ------------------- | ------ |
| 1    | 키엘트 나위스       | 587    |
| 2    | 샤니 데이비스       | 546    |
| 3    | 헤인 오테르스페이르 | 507    |
| 4    | 자무엘 슈바르츠     | 477    |
| 5    | 미헐 뮐더르         | 466    |
| 6    | 데니 모리슨         | 325    |
| 7    | 스테판 흐로트하위스 | 306    |
| 8    | 타일러 데러         | 284    |
| 9    | 데니스 쿠진         | 277    |
| 10   | 알렉세이 예신       | 273    |

| 순위 | 선수                  | 포인트 |
| ---- | --------------------- | ------ |
| 1    | 즈비그니에프 브루트카 | 460    |
| 2    | 바르트 스빙스         | 336    |
| 3    | 호바르 뵈코           | 329    |
| 4    | 데니스 유스코프       | 323    |
| 5    | 샤니 데이비스         | 293    |
| 6    | 브라이언 핸슨         | 291    |
| 7    | 콘라트 니에치비에츠키 | 267    |
| 8    | 스베레 룬데 페데르센  | 263    |
| 9    | 쿤 페르베이           | 248    |
| 10   | 마우리스 프린트       | 233    |

| 순위 | 팀                   | 포인트 |
| ---- | -------------------- | ------ |
| 1    | 요릿 베르흐스마      | 520    |
| 2    | 보프 더 용           | 485    |
| 3    | 스벤 크라머르        | 450    |
| 4    | 이승훈               | 347    |
| 5    | 얀 블록하위선        | 305    |
| 6    | 스베레 룬데 페데르센 | 215    |
| 7    | 호바르 뵈코          | 210    |
| 8    | 테트얀 블루먼        | 183    |
| 9    | 바르트 스빙스        | 161    |
| 10   | 모리츠 가이스라이터  | 155    |

| 순위 | 팀       | 포인트 |
| ---- | -------- | ------ |
| 1    | 네덜란드 | 450    |
| 2    | 대한민국 | 350    |
| 3    | 러시아   | 285    |
| 4    | 노르웨이 | 255    |
| 5    | 폴란드   | 160    |
| 6    | 캐나다   | 150    |
| 7    | 독일     | 130    |
| 8    | 이탈리아 | 100    |
| 9    | 프랑스   | 75     |
| 10   | 벨기에   | 71     |

| 순위 | 팀                    | 포인트 |
| ---- | --------------------- | ------ |
| 1    | 아르얀 스트루팅아     | 330    |
| 2    | 바르트 스빙스         | 310    |
| 3    | 조던 벨초스           | 216    |
| 4    | 크리스테인 흐루네벨트 | 212    |
| 5    | 요릿 베르흐스마       | 195    |
| 6    | 이승훈                | 154    |
| 7    | 마르코 베버           | 154    |
| 8    | 주형준                | 145    |
| 9    | 알렉시 콩탱           | 140    |
| 10   | 하랄츠 실로우스       | 130    |

## 여자

### 경기
| 날짜                                                                 | 장소       | 종목       | 1위                                                                     | 2위                                                            | 3위                                                                                        |
| -------------------------------------------------------------------- | ---------- | ---------- | ----------------------------------------------------------------------- | -------------------------------------------------------------- | ------------------------------------------------------------------------------------------ |
| 2012년 11월 16일-18일                                                | 헤이렌베인 | 500m(1)    | 이상화                                                                  | 헤더 리처드슨                                                  | 고다이라 나오                                                                              |
| 2012년 11월 16일-18일                                                | 헤이렌베인 | 500m(2)    | 이상화                                                                  | 헤더 리처드슨                                                  | 예니 볼프                                                                                  |
| 2012년 11월 16일-18일                                                | 헤이렌베인 | 1000m(1)   | 헤더 리처드슨                                                           | 장훙                                                           | 로터 판 베이크                                                                             |
| 2012년 11월 16일-18일                                                | 헤이렌베인 | 1500m      | 크리스틴 네즈빗                                                         | 마릿 레인스트라                                                | 로터 판 베이크                                                                             |
| 2012년 11월 16일-18일                                                | 헤이렌베인 | 3000m      | 슈테파니 베케르트                                                       | 마르티나 사블리코바                                            | 요린 테르 모르스                                                                           |
| 2012년 11월 16일-18일                                                | 헤이렌베인 | 매스스타트 | 마리스카 하위스만                                                       | 요린 테르 모르스                                               | 클라우디아 페히슈타인                                                                      |
| 2012년 11월 16일-18일                                                | 헤이렌베인 | 단체 추월  | 독일 슈테파니 베케르트 이자벨 오스트 클라우디아 페히슈타인              | 네덜란드 마레이 욜링 마릿 레인스트라 디아너 팔켄뷔르흐         | 캐나다 이바니 블롱댕 크리스틴 네즈빗 브리트니 슈슬러                                       |
| 2012년 11월 24일-25일                                                | 콜롬나     | 1500m      | 마릿 레인스트라                                                         | 예카테리나 시호바                                              | 크리스틴 네즈빗                                                                            |
| 2012년 11월 24일-25일                                                | 콜롬나     | 3000m      | 클라우디아 페히슈타인                                                   | 마르티나 사블리코바                                            | 마레이 욜링                                                                                |
| 2012년 11월 24일-25일                                                | 콜롬나     | 매스스타트 | 김보름                                                                  | 이바니 블롱댕                                                  | 마리스카 하위스만                                                                          |
| 2012년 12월 1일-2일                                                  | 아스타나   | 1500m      | 크리스틴 네즈빗                                                         | 마릿 레인스트라                                                | 린다 더 프리스                                                                             |
| 2012년 12월 1일-2일                                                  | 아스타나   | 5000m      | 마르티나 사블리코바                                                     | 클라우디아 페히슈타인                                          | 올가 그라프                                                                                |
| 2012년 12월 1일-2일                                                  | 아스타나   | 단체 추월  | 캐나다 이바니 블롱댕 크리스틴 네즈빗 브리트니 슈슬러                    | 대한민국 김보름 노선영 박도영                                  | 네덜란드 마릿 레인스트라 디아너 팔켄뷔르흐 린다 더 프리스                                  |
| 2012년 12월 8일-9일                                                  | 나가노     | 500m(1)    | 이상화                                                                  | 고다이라 나오                                                  | 헤더 리처드슨                                                                              |
| 2012년 12월 8일-9일                                                  | 나가노     | 500m(2)    | 이상화                                                                  | 예니 볼프                                                      | 고다이라 나오                                                                              |
| 2012년 12월 8일-9일                                                  | 나가노     | 1000m(1)   | 헤더 리처드슨                                                           | 크리스틴 네즈빗                                                | 로터 판 베이크                                                                             |
| 2012년 12월 8일-9일                                                  | 나가노     | 1000m(2)   | 헤더 리처드슨                                                           | 크리스틴 네즈빗                                                | 로터 판 베이크                                                                             |
| 2012년 12월 15일-16일                                                | 하얼빈     | 500m(1)    | 이상화                                                                  | 예니 볼프                                                      | 위징                                                                                       |
| 2012년 12월 15일-16일                                                | 하얼빈     | 500m(2)    | 이상화                                                                  | 위징                                                           | 고다이라 나오                                                                              |
| 2012년 12월 15일-16일                                                | 하얼빈     | 1000m(1)   | 카롤리나 에르바노바                                                     | 장훙                                                           | 마르홋 부르                                                                                |
| 2012년 12월 15일-16일                                                | 하얼빈     | 1000m(2)   | 장훙                                                                    | 카롤리나 에르바노바                                            | 올가 팟쿨리나                                                                              |
| 2012년 12월 15일-16일                                                | 하얼빈     | 단체 추월  | 중화인민공화국 왕베이싱 위징 장훙                                       | 러시아 예카테리나 말리셰바 나데즈다 아세예바 올가 팟쿨리나     | 캐나다 파올라 시미오나토 대니엘 워더스푼 애너스테이지아 벅시스                             |
| 2012년 12월 29일-30일 2013년 아시아 선수권 대회 창춘                 |            |            |                                                                         |                                                                |                                                                                            |
| 2013년 1월 11일-11일 2013년 유럽 선수권 대회 헤이렌베인              |            |            |                                                                         |                                                                |                                                                                            |
| 2013년 1월 19일-20일                                                 | 캘거리     | 500m(1)    | 이상화                                                                  | 헤더 리처드슨                                                  | 위징                                                                                       |
| 2013년 1월 19일-20일                                                 | 캘거리     | 500m(2)    | 이상화                                                                  | 헤더 리처드슨                                                  | 마르홋 부르                                                                                |
| 2013년 1월 19일-20일                                                 | 캘거리     | 1000m(1)   | 헤더 리처드슨                                                           | 크리스틴 네즈빗                                                | 브리트니 보                                                                                |
| 2013년 1월 19일-20일                                                 | 캘거리     | 1000m(2)   | 헤더 리처드슨                                                           | 이레인 뷔스트                                                  | 브리트니 보                                                                                |
| 2013년 1월 26일-27일 2013년 세계 스프린트 선수권 대회 솔트레이크시티 |            |            |                                                                         |                                                                |                                                                                            |
| 2013년 2월 9일-10일                                                  | 인첼       | 1500m      | 이레인 뷔스트                                                           | 디아너 팔켄뷔르흐                                              | 예카테리나 시호바                                                                          |
| 2013년 2월 9일-10일                                                  | 인첼       | 3000m      | 이레인 뷔스트                                                           | 디아너 팔켄뷔르흐                                              | 마르티나 사블리코바                                                                        |
| 2013년 2월 9일-10일                                                  | 인첼       | 매스스타트 | 김보름                                                                  | 프란체스카 롤로브리지다                                        | 마리스카 하위스만                                                                          |
| 2013년 2월 16일-17일 2013년 세계 올라운드 선수권 대회 하마르         |            |            |                                                                         |                                                                |                                                                                            |
| 2013년 3월 1일-3일                                                   | 에르푸르트 | 500m(1)    | 왕베이싱                                                                | 테이셔 우네마                                                  | 예니 볼프                                                                                  |
| 2013년 3월 1일-3일                                                   | 에르푸르트 | 500m(2)    | 왕베이싱                                                                | 올가 팟쿨리나                                                  | 테이셔 우네마                                                                              |
| 2013년 3월 1일-3일                                                   | 에르푸르트 | 1000m      | 브리트니 보                                                             | 이레인 뷔스트                                                  | 올가 팟쿨리나                                                                              |
| 2013년 3월 1일-3일                                                   | 에르푸르트 | 1500m      | 이레인 뷔스트                                                           | 디아너 팔켄뷔르흐                                              | 마릿 레인스트라                                                                            |
| 2013년 3월 1일-3일                                                   | 에르푸르트 | 5000m      | 마르티나 사블리코바                                                     | 슈테파니 베케르트                                              | 클라우디아 페히슈타인                                                                      |
| 2013년 3월 1일-3일                                                   | 에르푸르트 | 단체 추월  | 네덜란드 마릿 레인스트라 디아너 팔켄뷔르흐 이레인 뷔스트                | 캐나다 이바니 블롱댕 칼리 크리스트 신디 클래슨                 | 폴란드 카타지나 바흘레다추루시 나탈리아 체르본카 루이자 즈워트코프스카                     |
| 2013년 3월 8일-10일                                                  | 헤이렌베인 | 500m(1)    | 예니 볼프                                                               | 왕베이싱                                                       | 이상화                                                                                     |
| 2013년 3월 8일-10일                                                  | 헤이렌베인 | 500m(2)    | 이상화                                                                  | 왕베이싱                                                       | 테이셔 우네마                                                                              |
| 2013년 3월 8일-10일                                                  | 헤이렌베인 | 1000m      | 크리스 네즈빗                                                           | 장훙                                                           | 라우리너 판 리선                                                                           |
| 2013년 3월 8일-10일                                                  | 헤이렌베인 | 1500m      | 이레인 뷔스트                                                           | 로터 판 베이크                                                 | 크리스 네즈빗                                                                              |
| 2013년 3월 8일-10일                                                  | 헤이렌베인 | 3000m      | 이레인 뷔스트                                                           | 디아너 팔켄뷔르흐                                              | 린다 더 프리스                                                                             |
| 2013년 3월 8일-10일                                                  | 헤이렌베인 | 매스스타트 | 이레너 스하우턴                                                         | 이바니 블롱댕                                                  | 김보름                                                                                     |
| 2013년 3월 8일-10일                                                  | 헤이렌베인 | 단체 추월  | 네덜란드 마릿 레인스트라 린다 더 프리스 디아너 팔켄뷔르흐 이레인 뷔스트 | 캐나다 이바니 블롱댕 칼리 크리스트 신디 클래슨 브리트니 슈슬러 | 폴란드 카타지나 바흘레다추루시 나탈리아 체르본카 루이자 즈워트코프스카 카타지나 보지니아크 |
| 2013년 3월 21일-24일 2013년 세계 종목별 선수권 대회 소치             |            |            |                                                                         |                                                                |                                                                                            |

### 월드컵 랭킹
| 순위 | 선수             | 포인트 |
| ---- | ---------------- | ------ |
| 1    | 이상화           | 1055   |
| 2    | 예니 볼프        | 851    |
| 3    | 왕베이싱         | 756    |
| 4    | 올카 팟쿨리나    | 569    |
| 5    | 헤더 리처드슨    | 568    |
| 6    | 테이셔 우네마    | 546    |
| 7    | 고다이라 나오    | 415    |
| 8    | 마르홋 부르      | 410    |
| 9    | 라우리너 판 리선 | 406    |
| 10   | 위징             | 375    |

| 순위 | 선수                | 포인트 |
| ---- | ------------------- | ------ |
| 1    | 헤더 리처드슨       | 525    |
| 2    | 브리트니 보         | 480    |
| 3    | 카롤리나 에르바노바 | 465    |
| 4    | 크리스틴 네즈빗     | 438    |
| 5    | 장훙                | 420    |
| 6    | 올카 팟쿨리나       | 406    |
| 7    | 로터 판 베이크      | 381    |
| 8    | 라우리너 판 리선    | 378    |
| 9    | 마릿 레인스트라     | 343    |
| 10   | 마르홋 부르         | 292    |

| 순위 | 선수                | 포인트 |
| ---- | ------------------- | ------ |
| 1    | 마릿 레인스트라     | 411    |
| 2    | 크리스틴 네즈빗     | 375    |
| 3    | 이레인 뷔스트       | 350    |
| 4    | 린다 더 프리스      | 280    |
| 5    | 로터 판 베이크      | 263    |
| 6    | 디아너 팔켄뷔르흐   | 260    |
| 7    | 예카테리나 시호바   | 232    |
| 8    | 예카테리나 로비셰바 | 200    |
| 9    | 칼리 크리스트       | 187    |
| 10   | 마르티나 사블리코바 | 178    |

| 순위 | 팀                    | 포인트 |
| ---- | --------------------- | ------ |
| 1    | 마르티나 사블리코바   | 475    |
| 2    | 클라우디아 페히슈타인 | 421    |
| 3    | 디아너 팔켄뷔르흐     | 410    |
| 4    | 슈테파니 베케르트     | 371    |
| 5    | 마레이 욜링           | 291    |
| 6    | 이레인 뷔스트         | 285    |
| 7    | 올가 그라프           | 244    |
| 8    | 린다 더 프리스        | 240    |
| 9    | 호즈미 마사코         | 199    |
| 10   | 김보름                | 185    |

| 순위 | 팀       | 포인트 |
| ---- | -------- | ------ |
| 1    | 네덜란드 | 400    |
| 2    | 캐나다   | 370    |
| 3    | 폴란드   | 295    |
| 4    | 독일     | 280    |
| 5    | 대한민국 | 160    |
| 6    | 일본     | 135    |
| 7    | 노르웨이 | 130    |
| 8    | 러시아   | 95     |
| 9    | 이탈리아 | 60     |
| 10   | 미국     | 55     |

| 순위 | 팀                      | 포인트 |
| ---- | ----------------------- | ------ |
| 1    | 김보름                  | 365    |
| 2    | 마리스카 하위스만       | 330    |
| 3    | 이바니 블롱댕           | 300    |
| 4    | 이레너 스하우턴         | 210    |
| 5    | 클라우디아 페히슈타인   | 183    |
| 6    | 프란체스카 롤로브리지다 | 155    |
| 7    | 박도영                  | 141    |
| 8    | 벤테 크라우스           | 110    |
| 9    | 바네사 비트너           | 90     |
| 10   | 옐레나 페이터르스       | 84     |